# Запорізький корпус Армії УНР
Запорізький корпус Армії УНР (Запорожці) — загальновійськове з'єднання Армії Української Народної Республіки, що діяло в 1918–1919 роках під час українських національно-визвольних змагань 1917—1921 років.

## Історія

### Формування
Запорізький корпус бере свій початок зі створення на початку лютого 1918 року із залишків різних українських військових підрозділів Окремого Запорізького загону на чолі з Прісовським у складі двох піхотних, одного кінного куренів та гарматного дивізіону. 12 березня 1918 року в Києві його було реорганізовано в Запорізьку дивізію.
В квітні 1918 року було прийнято рішення про розгортання військового підрозділу в Запорізький корпус, що мав складатися з 1-ї та 2-ї дивізій.

### За часів Української Центральної Ради

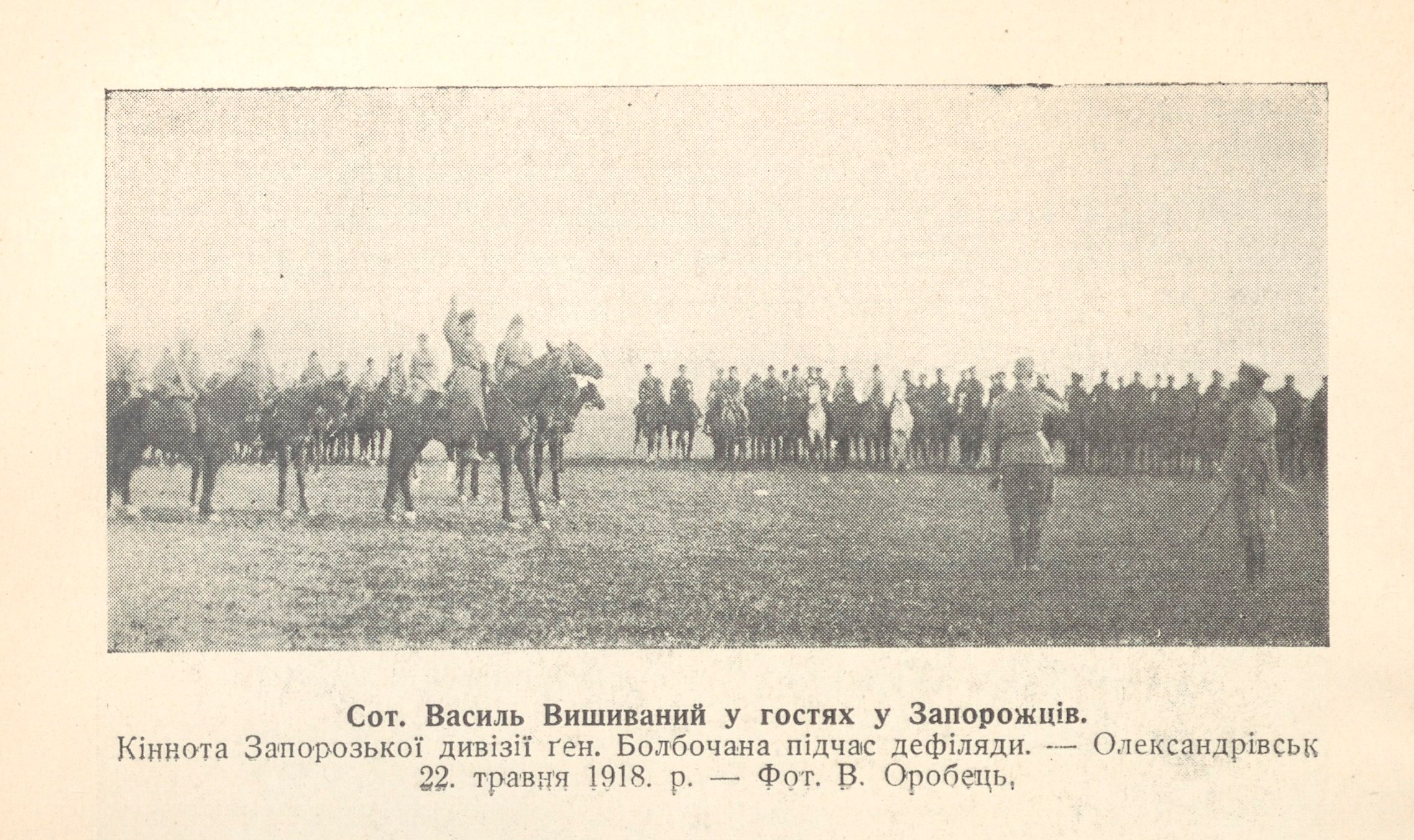
Василь Вишиваний в гостях у Запорожців. 1918 рік.

У середині березня 1918 Запорізька дивізія вела бої з більшовицькими військами на Лівобережній Україні, у ході яких здобула Лубни, Конотоп, Полтаву, Харків.
В квітні 1918 року на базі корпусу сформовано Кримську групу військ під керівництвом полковника Петра Болбочана для звільнення Криму і Донецьку групу військ під керівництвом полковника Володимира Сікевича для звільнення Донбасу. До кінця місяця запорожці при підтримці окремих німецьких підрозділів визволили з-під більшовицької окупації Лівобережну Україну, Донеччину і Крим.

### Період Української Держави
В часи Гетьманату Запорізький корпус було перетворено в Окрему Запорізьку дивізію, яка протягом червня-листопада 1918 року займалася охороною північно-східних кордонів Української Держави.

### Період Директорії
Під час антитигетьманського повстання восени 1918 року дивізія перейшла на бік Директорії УНР. У грудні 1918 року на базі дивізії був відновлений Запорізький корпус Армії УНР у складі двох дивізій.
В лютому-березні 1919 року корпус вів кровопролитні бої проти більшовицьких військ в районі Вінниці, Проскурова, Житомира. Під час боїв із більшовицькими військами навесні 1919 року запорожці під командуванням отамана корпусу Омеляна Волох (згодом — полковника Івана Дубового) були відрізані від решти армії і 16 квітня відступили на територію Румунії, де були майже повністю роззброєні та позбавлені військового майна. Наприкінці квітня 1919 року Запорізький корпус залишив територію Румунії і, пройшовши через Галичину, приєднався на Волині до інших частин Дієвої армії УНР.
У квітні — травні 1919 року Запорізький корпус було реорганізовано в Запорізьку Групу Армії УНР.

## Командування
- Олександр Натіїв (квітень 1918 — 14 жовтня 1918)
- Петро Болбочан (листопад 1918 — 22 січня 1919)
- Омелян Волох (22 січня 1919 — 13 квітня 1919)
- Іван Дубовий (13 квітня 1919 — кінець травня 1919)

## Склад

Розвідники полку ім. Костя Гордієнка під час Зимового Походу 1919—1920 рр. (Федір Грінченко)

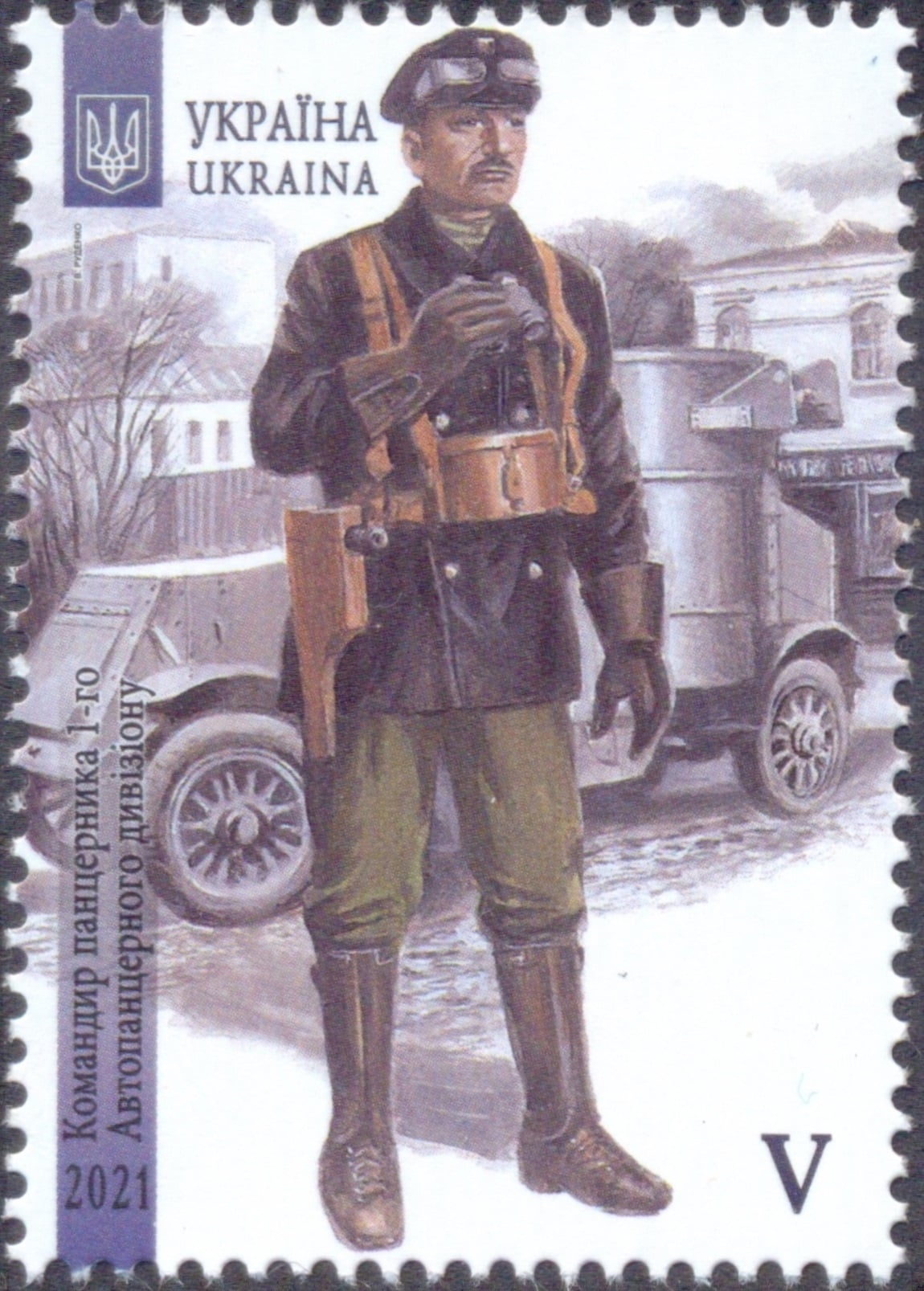
Марка Укрпошти «Командир панцерника 1-го Автопанцерного дивізіону» із серії «Збройні формації Української революції 1917—1921 років» (2021)

В березні 1918 року до складу Запорізького корпусу входили:
- 1-й Запорізький ім. гетьмана П. Дорошенка піхотний полк (командир — полковник Олександр Загродський);
- 2-й Запорізький піхотний полк (полковник Петро Болбочан);
- 3-й Запорізький ім. гетьмана Б. Хмельницького піхотний полк (полковник Олександр Шаповал);
- 3-й Гайдамацький піхотний полк (полковник Володимир Сікевич);
- 1-й Запорізький ім. кошового К. Гордієнка полк кінних гайдамаків (полковник Всеволод Петрів);
- 1-й Запорізький інженерний полк (полковник Олексанр Козьма);
- 1-й Запорізький гарматний полк (полковник Вячеслав Парфенів);
- 1-й Запорізький автопанцерний дивізіон (сотник Олександр Болдирів);
- Запорізький кінно-гірський гарматний дивізіон (полковник Олекса Алмазів);
- Запорізька повітряно-плавна ескадра (5 літаків, полковник М. Баранів).

Три Запорізькі полки і 3-й Гайдамацький піхотний полк мали бути об'єднані в 1-шу дивізію під командуванням полковника Петра Болбочана (начальник штабу — підполковник Богдан Генденрайх). Всі інші частини корпусу згодом мали створити 2-гу дивізію.
В листопаді — грудні 1918 року до складу Запорізького корпусу входили дві дивізії під командуванням:
- полковника Олександра Загродського;
- полковника Юрія Осмоловського.

## Капелани Корпусу
- Павло Пащевський

## Військовики корпусу
- Опанас Стефанів — начальник штабу корпусу в січні 1919 року
- Олександр Загродський — з листопада 1918 по травень 1919 очолював Запорізьку дивізію у складі Корпусу
- Олександр Болдирів — командир автопанцерного дивізіону
- Олександр Годило-Годлевський — завідувач артилерійської частини
- Роман Дашкевич — за Гетьманату очолював 4-у батарею Корпусу
- Петро Дерещук — інспектор Корпусу в 1919 році
- Никифор Авраменко — комендант штабу Корпусу
- Юрій Осмоловський — помічник командувача
- Олександр Козьма — командир інженерного полку
- Іван Кобза — командир Харківського Слобідського Коша
- Степан Самійленко — командир кулеметної сотні 1-го Запорізького полку
- Кость Мандзенко — в.о. командира комендантського куреня штабу
- Олександр Шандрук-Шандрушкевич — командир кулеметної сотні 2-го Запорізького полку
- Вячеслав Парфенів — командир 1-го легкого гарматного полку
- Борис Антоненко-Давидович — козак
- Романівський Іван — хорунжий гарматного дивізіону